# Évagoras (général)
 (mai 2019).
Si vous disposez d'ouvrages ou d'articles de référence ou si vous connaissez des sites web de qualité traitant du thème abordé ici, merci de compléter l'article en donnant les références utiles à sa vérifiabilité et en les liant à la section « Notes et références ».
Pour l’article homonyme, voir Évagoras.
Évagoras (en grec : Εὐαγόρας ; mort à l'automne 311 av. J.-C.) était un général et gouverneur au service du Diadoque Antigone le Borgne.
Après qu'Antigone le Borgne a remporté la victoire, en -316, sur Eumène de Cardia et est ainsi devenu le maître des régions asiatiques de l'empire d'Alexandre, il réorganisa ces régions. Antigone plaça dans la double-province d'Arie-Drangiane, son ami Evitus en tant que satrape. Quand ce dernier mourut, peu de temps après, Évagoras fut chargé de le remplacer. D'après Diodore de Sicile, il était admiré pour son courage et son intelligence. 
En -312, Évagoras fut, pour une raison inconnue, transféré dans la province de Perside, où il remplaça Asclépiodore. Peu de temps après, Antigone demande à lui et au satrape de Médie Nicanor, qui était aussi stratège des "Provinces Supérieures", de combattre contre Séleucos qui la même année lui avait pris Babylone. Evagoras participa lui-même à cette campagne avec un contingent de guerriers perses spécialement mobilisés, avec lequel il marcha ainsi que Nicanor vers le Tigre. Alors qu'ils étaient dans leur camp, établi sur les bords du fleuve, ils furent attaqués par les troupes de Séleucos inférieures en nombre. Évagoras fut tué au combat et ses troupes perses se rendirent alors à Séleucos. 
Après que Séleucos a émergé à la suite de la guerre dite Babylonienne, qu'il avait remportée contre Antigone le Borgne, il put s'emparer de la Perside et de toutes les "satrapies supérieures" constituant ainsi le futur royaume Séleucide.